# Suka Mulia (Sail)
Suka Mulia is een bestuurslaag in het regentschap Pekanbaru van de provincie Riau, Indonesië. Suka Mulia telt 8304 inwoners (volkstelling 2010).